# Rani (Rajasthan)
Rani è una suddivisione dell'India, classificata come municipality, di 12.376 abitanti, situata nel distretto di Pali, nello stato federato del Rajasthan. In base al numero di abitanti la città rientra nella classe IV (da 10.000 a 19.999 persone).

## Geografia fisica
La città è situata a 25° 22' 0 N e 73° 17' 60 E e ha un'altitudine di 272 m s.l.m..

## Società

### Evoluzione demografica
Al censimento del 2001 la popolazione di Rani assommava a 12.376 persone, delle quali 6.382 maschi e 5.994 femmine. I bambini di età inferiore o uguale ai sei anni assommavano a 2.016, dei quali 1.027 maschi e 989 femmine. Infine, coloro che erano in grado di saper almeno leggere e scrivere erano 7.587, dei quali 4.667 maschi e 2.920 femmine.